# Бруно фон Калв
Бруно фон Калв (на немски: Bruno von Calw; * пр. 1070; † 1109) е императорски геген-епископ на Мец от 1088 до 1089 г.

## Произход и управление
Той е син на граф Адалберт II фон Калв († 1099) и на Вилтруда от Горна Лотарингия (ок. 1040/45, † 1093), дъщеря на херцог Готфрид III Брадатия. Брат е на граф Готфрид I († 1131). Баща му е племенник на папа Лъв IX.
През май 1085 г. император Хайнрих IV на събора в Майнц сваля епископ Херман, понеже помага на геген-крал Херман от Салм, и през 1088 г. поставя на неговото место Бруно фон Калв за епископ на Мец. През 1089 г. Бруно е изгонен от жителите на Мец.